# Управление по координации планетарной обороны
Управление по координации планетарной обороны (англ. Planetary Defense Coordination Office, PDCO) — подразделение НАСА, созданное в январе 2016 года в рамках Отдела планетарных наук Дирекции научных миссий.
Организация должна выявлять и регистрировать околоземные объекты, в том числе кометы и астероиды, и потенциально опасные астрономические объекты, которые могут привести к возникновению импактного события, а также содействовать подготовке Правительства США к такого рода угрозам и координировать усилия по их уменьшению и устранению.

## История
В 2005 году Конгресс США принял закон, обязавший НАСА к 2020 году выявить как минимум 90 % околоземных объектов диаметром свыше 140 метров и составить соответствующий каталог.
Действовавшая программа наблюдения за околоземными объектами не позволяла достичь этой цели, что было отражено в отчете Управления генерального инспектора НАСА. В связи с этим, в июне 2015 года НАСА и Национальная служба ядерной безопасности Министерства энергетики США, проводившая независимые исследования импактных событий, подписали соглашение о сотрудничестве. В январе 2016 года НАСА официально объявило о создании нового управления, руководителем которого — главным специалистом по планетарной обороне — был назначен Линдли Джонсон.

## Деятельность
Управление по координации планетарной обороны занимается каталогизацией и отслеживанием потенциально опасных околоземных объектов диаметром свыше 30—50 метров (для сравнения, челябинский метеорит 2013 года имел 19,8 метра в диаметре), а также должно обеспечить эффективное противодействие опасности и устранение последствий.
Организация участвует в ключевых программах НАСА, например, OSIRIS-REx.
Совместный с Лабораторией реактивного движения проект NEOWISE позволяет искать потенциально опасные космические объекты с помощью инфракрасного телескопа на полярной орбите.
В 2021 году состоялся запуск аппарата DART — практического проекта в области планетарной защиты, разработанного НАСА в сотрудничестве с Лабораторией прикладной физики Университета Джонса Хопкинса. Целью программы является изучение возможности изменения траектории астероидов с помощью беспилотного управляемого космического аппарата.

## В культуре
В кинофильме 2021 года «Не смотрите наверх» роль главного специалиста по планетарной защите исполнил актёр Роб Морган. Предварительный вариант сценария был одобрен главой управления Линдли Джонсоном.